# Attheyella duthiei
Attheyella duthiei is een eenoogkreeftjessoort uit de familie van de Canthocamptidae. De wetenschappelijke naam van de soort is voor het eerst geldig gepubliceerd in 1896 door Scott T..